# 佐賀市立西与賀小学校
佐賀市立西与賀小学校（さがしりつにしよかしょうがっこう）は、佐賀県佐賀市西与賀町大字厘外にある公立の小学校。

## 概要
歴史
1890年（明治23年）創立。現校名になったのは1954年（昭和29年）。2025年（令和7年）に創立135周年を迎える。
校章
校名の頭文字である「西」の文字を図案化したデザインとなっている。
校歌
作詞は服巻紫浪、作曲は陶山聡による。歌詞中に校名の「西与賀小学校」が登場する。
通学区域
佐賀市のうち、「光一丁目 - 三丁目、西与賀町、嘉瀬町（戊申）大字十五1548、1555番地、2878 - 2979番地、末広2丁目1番、2番、3番1 - 5号、20 - 22号、24 - 34号、4番1 - 9号、32 - 50号、5番、6番，7番1 - 12号、8番、13番26 - 45号、14番1 - 20号、15番を除く」。中学校区は佐賀市立城西中学校。

## 沿革
- 1889年（明治22年）4月1日 - 町村制の施行により、佐賀郡高太郎村、相応津、厘外村（一部、正里を除く）、厘外津（一部、今津上町・今津下町）、鹿子村（一部、一本杉）が合併の上、「西与賀村」が発足。
- 1890年（明治23年） - 相応小学校と佐賀市立日新小学校の今津分校とを廃止して、新たに相応津に「尋常西与賀小学校」を設置（尋常科4年制）[2]。
- 1892年（明治25年）4月 - 「西与賀尋常小学校」に改称。
- 1895年（明治28年）2月 - 高太郎に校舎建築[2]。
- 1908年（明治41年）4月 - 改正小学校令により、尋常科（義務教育）が4年制から6年制に改められる[2]。尋常科5年を新設。
- 1909年（明治42年）4月 - 尋常科6年を新設。
- 1916年（大正5年）4月 - 高等科（2年制）を併置の上、「西与賀尋常高等小学校」と改称[2]。
- 1929年（昭和4年）4月 - 全校舎改築落成[2]。
- 1930年（昭和5年）4月 - 大暴風のため講堂倒壊。直ちに復旧[2]。
- 1936年（昭和11年）3月 - 運動場を拡張[2]。
- 1941年（昭和16年）4月 - 国民学校令施行により、「西与賀村国民学校」と改称[2]。尋常科を初等科に改める。
- 1945年（昭和20年）8月 - 戦災にかかり、宿直室、用務員室、便所1棟を残して焼失[2]。
- 1947年（昭和22年）4月1日 - 学制改革が行われる（六・三制の実施）
  - 国民学校初等科（6年制）が、新制小学校「西与賀村立西与賀小学校」に改組・改称[2]。
  - 国民学校高等科（2年制）は、青年学校普通科とともに、新制中学校「西与賀村立西与賀中学校[3]」に改組・改称。小学校に併設される。
- 1949年（昭和24年）9月 - 校舎落成[2]。
- 1954年（昭和29年）4月 - 市町村合併により、「佐賀市立西与賀小学校」（現校名）と改名[2]。
- 1976年（昭和51年）3月 - 校舎新築用地買収、プレハブ図書館増設[2]。
- 1980年（昭和55年）3月 - 現在地に普通教室棟の完成[2]。
- 1981年（昭和56年）
  - 3月 - 管理等、給食室、体育館完成[2]。
  - 9月 - 現在地の新校舎で授業を開始。
    - 旧校舎 - 〒840-0036 佐賀県佐賀市西与賀町高太郎328番地、跡地は佐賀市立西与賀コミュニティーセンター（現在は佐賀市星空学習館）および仮称『生き生きふれあいスポーツランド「弓道場」・「野球場」となった。）[2]
- 1983年（昭和58年）
  - 4月 - 体育館北側に倉庫完成[2]。
  - 11月 - 遊具・アスレチック完成[2]。
- 1984年（昭和59年）1月 - プールおよび脱衣所・シャワー設備完成[2]。
- 1990年（平成2年）
  - 10月 - 飼育舎完成[2]。
  - 11月 - 創立100周年記念式典を挙行。
- 1991年（平成3年）10月 - 夜間照明設備完成[2]。
- 1994年（平成6年） - 体育館北側広場整備事業完成[2]。
- 1995年（平成7年） - 運動場南側フェンスおよびプールへの通路整備工事完成[2]。
- 2002年（平成14年） - 給食室全面改修、音楽室と音楽準備室を改修し、わくわく広場完成、職員室・相談室・図書室に空調機設置、東門門扉設置、給食業務一部民間委託試行[2]
- 2004年（平成16年） - 体育館フロアー改修および体育館周り側溝改修[2]。
- 2007年（平成19年） - 稲富文庫設置[2]。
- 2010年（平成22年）
  - 8月 - 普通教室床研磨改修工事（2年1組、2年2組、3年2組）、管理棟事務室南側排水枡、排水パイプ改修工事、遊具改修工事（遊具の塗装、補修・補強）[2]
  - 11月 - 石井文庫設置[2]。
- 2011年（平成23年）8月3日 - 運動場排水に伴う施設および運動場改修工事、普通教室床研磨改修工事（中学年学習室、4年2組、6年1組、6年2組）、管理棟北側側溝改修工事（排水枡、排水パイプ改修工事）[2]。
- 2013年（平成25年）11月 - 体育館室内照明工事および屋根・外装の塗装工事[2]。

## 著名な出身者
- 持永只仁 - アニメーション監督、人形アニメーション作家
- 吉崎弘宣 - サッカー選手
- 久我秀樹 - 写真家
- 中越典子 - 女優、タレント

## 交通
最寄りの鉄道駅
- JR九州 長崎本線 「鍋島駅」

最寄りのバス停留所
- 佐賀市営バス 11番 佐賀大学・西与賀線「今津」バス停

最寄りの幹線道路
- 佐賀県道54号西与賀佐賀線沿い

## 周辺
- 佐賀市立西与賀公民館
- 城西こども園

## 関連事項
- 佐賀県小学校一覧